# Maizières-lès-Brienne
Maizières-lès-Brienne és un municipi francès situat al departament de l'Aube i a la regió del Gran Est. L'any 2017 tenia 164 habitants.

## Demografia
El 2007 tenia 164 persones habitants, 84 cases (70 habitatges principals, 7 segones residències i 7 desocupats.

## Economia
El 2007 la població en edat de treballar era de 95 persones, 62 eren actives i 33 eren inactives. Hi havia una empresa extractiva, dues empreses de construcció, una empresa de transport i una empresa de serveis.
L'any 2000 hi havia set explotacions agrícoles que conreaven un total de 826 hectàrees. Hi ha una escola elemental integrada dins d'un grup escolar.